# تترا تری اکونتانویک اسید
تترا تری اکونتانویک اسید (به انگلیسی: Tetratriacontanoic acid) با فرمول شیمیایی C34H68O2 یک ترکیب شیمیایی با شناسه پاب‌کم 11801 است. که جرم مولی آن ۵۰۸٫۹۰۲ گرم بر مول می‌باشد. 